# Оксид літію
Окси́д лі́тію — неорганічна бінарна сполука складу Li2O. Як і оксиди інших лужних металів, проявляє сильні осно́вні властивості. Являє собою білі або жовтуваті кристали. У природі знаходиться у вигляді мінералів сподумену, амблігоніту, петаліту тощо.
Застосовується у виготовленні скла з великим показником заломлення.

## Знаходження у природі

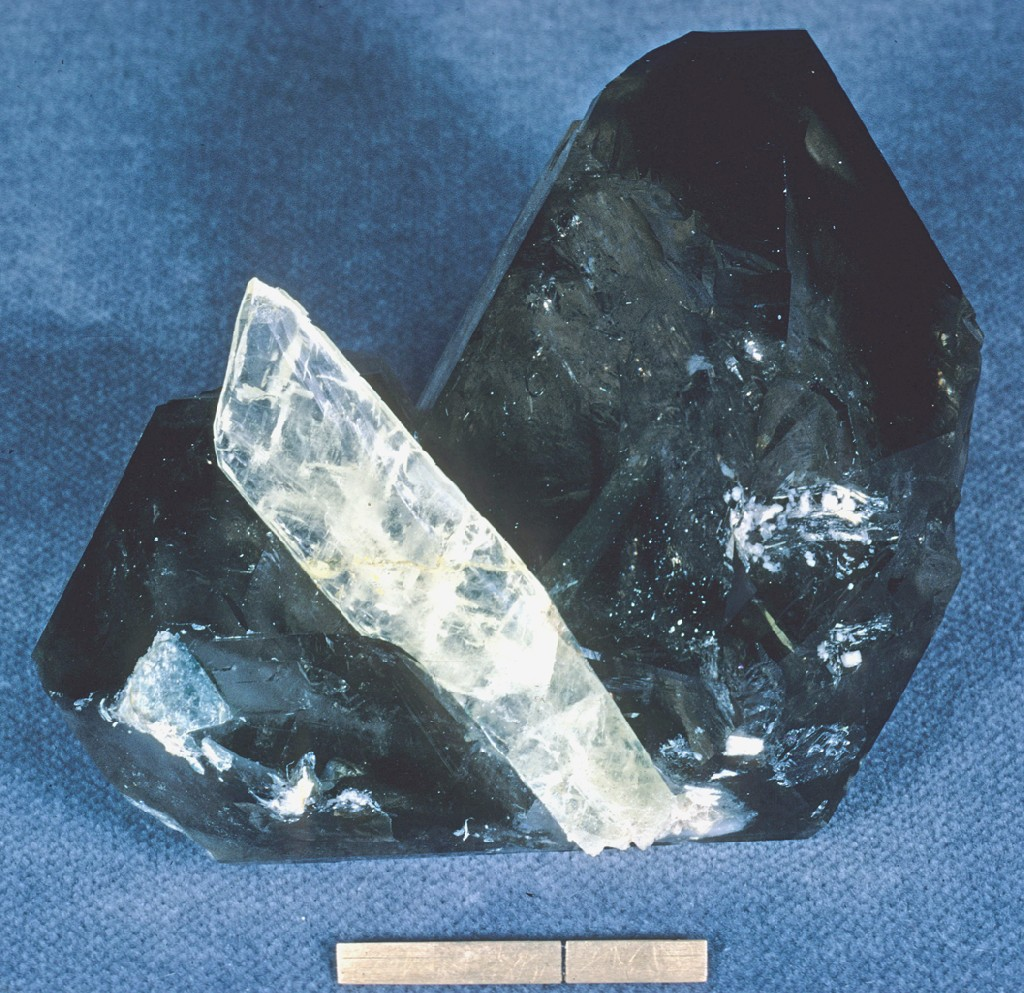
Амблігоніт (Бразилія)

Оксид літію для промисловості добувають з літієвих руд: амблігоніту, сподумену, петаліту, цинвальдиту та інших. Масова частка Li2O у них подеколи сягає 10%.

## Фізичні властивості

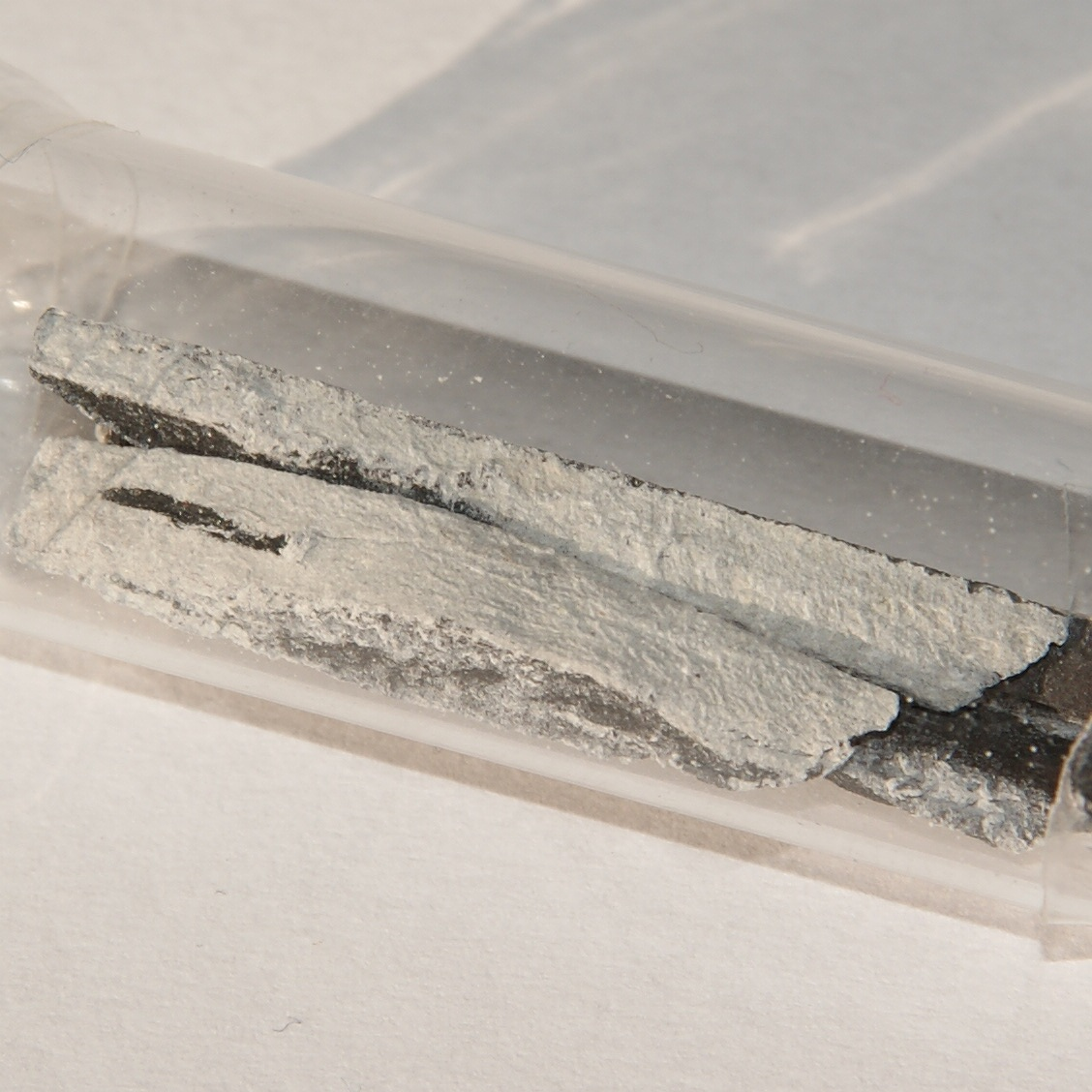
Чистий оксид літію

Чистий оксид літію предсталяє собою білі кристали. Інколи він може мати жовтуватий відтінок — це спричинене наявністю домішок пероксиду літію Li2O2. Плавиться при температурі 1517 °C, його температура кипіння 2600 °C була встановлена теоретично.

## Отримання
Оксид літію утворюється при горінні металевого літію:
{\displaystyle \mathrm {4Li+O_{2}{\xrightarrow {200^{o}C}}2Li_{2}O} }
Також він утворюється при розкладанні гідроксиду літію або його сполук з кисневмісними аніонами:
{\displaystyle \mathrm {2LiOH{\xrightarrow {800-1000^{o}C,H_{2}}}Li_{2}O+H_{2}O} }
{\displaystyle \mathrm {Li_{2}CO_{3}+C{\xrightarrow {800^{o}C}}Li_{2}O+2CO\uparrow } }
{\displaystyle \mathrm {4LiNO_{3}{\xrightarrow {475-650^{o}C}}2Li_{2}O+4NO_{2}\uparrow +O_{2}\uparrow } }

## Хімічні властивості
Оксид літію взаємодіє з водою (дещо менш активно, ніж інші лужні метали):
{\displaystyle \mathrm {Li_{2}O+H_{2}O\rightarrow 2LiOH} }
Проявляючи осно́вні властивості, він реагує з кислотами та кислотними оксидами:
{\displaystyle \mathrm {Li_{2}O+2HCl\rightarrow 2LiCl+H_{2}O} }
{\displaystyle \mathrm {Li_{2}O+H_{2}S{\xrightarrow {900-1000^{o}C}}Li_{2}S+H_{2}O} }
{\displaystyle \mathrm {Li_{2}O+CO_{2}{\xrightarrow {500-600^{o}C}}Li_{2}CO_{3}} }
{\displaystyle \mathrm {2Li_{2}O+SiO_{2}{\xrightarrow {1000^{o}C}}Li_{4}SiO_{4}} }
За високих температур оксид літію може взаємодіяти з активними металами та з неметалами, відновлюючись до літію:
{\displaystyle \mathrm {Li_{2}O+Mg{\xrightarrow {>800^{o}C}}2Li+MgO} }
{\displaystyle \mathrm {3Li_{2}O+Al{\xrightarrow {>1000^{o}C}}6Li+Al_{2}O_{3}} }
{\displaystyle \mathrm {2Li_{2}O+Si{\xrightarrow {1000^{o}C}}4Li+SiO_{2}} }

## Застосування
Оксид літію використовують для виробництва скла з великим показником заломлення. Завдяки невеликій гігроскопічності він також використовується у фотографії як проявник.